# Karolína Jarošová
Karolína Jarošová (* 20. března 2006 Praha) je česká atletka, reprezentantka v běhu na 3000 m překážek.
V roce 2023 se stala juniorskou mistryní Evropy. Je držitelkou několika národních rekordů v mládežnických kategoriích.

## Osobní rekordy
- běh na 3000 metrů překážek – 9:59,43 min – 24. května 2024, Dessau